# Мариновци (област Велико Търново)
Марѝновци е село в Северна България. Намира се в община Елена, област Велико Търново.
Към 1934 г. селото има 16 жители. В днешно време няма постоянно население. От 2008 г. влиза в землището на село Буйновци.